# Константінос Караманліс
Константінос Караманліс (грец. Κωνσταντίνος Καραμανλής; 8 березня 1907 — 23 квітня 1998) — грецький державний і політичний діяч, засновник партії Нова демократія, перший прем'єр-міністр Греції після падіння хунти «чорних полковників», двічі обирався на посаду Президента Греції. Дядько Костаса Караманліса.

## Біографія
Освіту здобув в Афінському університеті, за фахом юрист. У 1935, 1946 обирався депутатом парламенту від Народної партії. У 1946–1955 рр. обіймав низку міністерських посад. У серпні 1951 приєднався до партії великої промислово-фінансової буржуазії Грецький збір, на основі якої в січні 1956 створив партію Національний радикальний союз (ЕРЕ).
В період 1955–1958, 1958–1961, 1961–1963 років — прем'єр-міністр Греції. При уряді Караманліса зросла економічна та політична залежність Греції від США. У червні 1963 під тиском народних мас Караманліс подав у відставку та емігрував до Франції.
Отож, під час військової диктатури «чорних полковників» перебував у вигнанні. Після провалу спроби визволення Кіпру в країні виникла політична криза: військова хунта втратила довіру народу. Тому в 1974 році відбулася нарада найстаріших грецьких політиків, що призвело до скасування диктатури. Нарада закликала Караманліса повернутися із вигнання та обійняти посаду прем'єр-міністра уряду національної єдності. Того ж року він створює партію «Нова демократія».
На посаді прем'єр-міністра країни Константіносу Караманлісу вдалось здійснити безболісний перехід від диктатури до цілком демократичного правління. Цей період новітньої історії Греції отримав назву Метаполітефсі, в перекладі з новогрецької μεταπολίτευση означає «політичний поворот». У період 1980–1985 та 1990–1995 років Константінос Караманліс обіймав посаду Президента Греції.

## Вшанування пам'яті
- 29 червня 2005 року захід під назвою «Культурна пам'ять» був організований Фондом Константіноса Караманліса на сцені Одеона Ірода Аттика в Афінах, на якому демонструвався аудіо-візуальний ряд, підготовлений режисером Георгіосом Ремундосом та композитором Ставросом Ксархакосом[5].
- 2007 року відбулась низка заходів, присвячених 100-річчю народження Константіноса Караманліса.
- 18 січня 2011 року в Салоніках на набережній у центрі міста відкрито пам'ятник Константіносу Караманлісу. На церемонії відкриття були присутні Антоніс Самарас та Евангелос Венізелос[6][7].